# Hyttjärnen (Rämmens socken, Värmland)
Hyttjärnen är en sjö i Filipstads kommun i Värmland och ingår i Göta älvs huvudavrinningsområde. Sjön har en area på 0,143 kvadratkilometer och ligger 256,1 meter över havet.

## Delavrinningsområde
Hyttjärnen ingår i det delavrinningsområde (665588-140403) som SMHI kallar för Utloppet av Bosjön. Medelhöjden är 284 meter över havet och ytan är 12,98 kvadratkilometer. Det finns ett avrinningsområde uppströms, och räknas det in blir den ackumulerade arean 23,3 kvadratkilometer. Tvärälven (Rämmån) som avvattnar avrinningsområdet har biflödesordning 3, vilket innebär att vattnet flödar genom totalt 3 vattendrag innan det når havet efter 400 kilometer. Avrinningsområdet består mestadels av skog (66 procent). Avrinningsområdet har 2,86 kvadratkilometer vattenytor vilket ger det en sjöprocent på 22 procent.